# Kirani James
Kirani James (Saint George's, 1º settembre 1992) è un velocista grenadino, specializzato nei 400 metri piani, disciplina di cui è stato campione olimpico a Londra 2012 e campione mondiale a Taegu 2011.

## Biografia
Il 27 luglio 2012 è stato portabandiera per Grenada alla cerimonia di apertura dei Giochi della XXX Olimpiade a Londra. Il 6 agosto successivo, vincendo la finale dei 400 m piani con il tempo di 43"94, diventa il primo medagliato e il primo campione olimpico nella storia dell'isola caraibica.
Nel 2016 invece, a Rio de Janeiro, si ripropone nei 400 m piani, arrivando questa volta secondo. Nel 2021 ai Giochi olimpici di Tokyo arriva terzo nella stessa disciplina, diventando il primo quattrocentista ad avere conquistato almeno una volta i tre metalli olimpici.

## Record nazionali
Seniores
- 200 metri piani indoor: 20"58 ( Albuquerque, 21 gennaio 2011)
- 400 metri piani: 43"74 ( Losanna, 3 luglio 2014)
- 400 metri piani indoor: 44"80 ( Fayetteville, 27 febbraio 2011)
- Staffetta 4×400 metri: 3'04"27 ( Filadelfia, 30 aprile 2011) (Joel Redhead, Kirani James, Kemon Herry, Rondell Bartholomew)

## Progressione

### 400 metri piani
| Stagione | Tempo | Luogo          | Data      | Rank. Mond. |
| -------- | ----- | -------------- | --------- | ----------- |
| 2024     | 43"78 | Parigi         | 6-8-2024  | 4º          |
| 2023     | 44"30 | Eugene         | 16-9-2023 | 12º         |
| 2022     | 44"02 | Eugene         | 28-5-2022 | 3º          |
| 2021     | 43"88 | Tokyo          | 2-8-2021  | 3º          |
| 2019     | 44"23 | Doha           | 2-10-2019 | 5º          |
| 2018     | 44"35 | Kingston       | 9-6-2018  | 10º         |
| 2017     | 45"44 | Saint George's | 8-4-2017  | 69º         |
| 2016     | 43"76 | Rio de Janeiro | 14-8-2016 | 2º          |
| 2015     | 43"78 | Pechino        | 26-8-2015 | 4º          |
| 2014     | 43"74 | Losanna        | 3-7-2014  | 1º          |
| 2013     | 43"96 | Saint-Denis    | 6-7-2013  | 2º          |
| 2012     | 43"94 | Londra         | 6-8-2012  | 1º          |
| 2011     | 44"36 | Zurigo         | 8-9-2011  | 2º          |
| 2010     | 45"01 | Knoxville      | 16-5-2010 | 20º         |
| 2009     | 45"24 | Bressanone     | 10-7-2009 | 27º         |
| 2008     | 45"70 | Bydgoszcz      | 10-7-2008 | 73º         |
| 2007     | 46"96 | Ostrava        | 13-7-2007 | 414º        |

## Palmarès

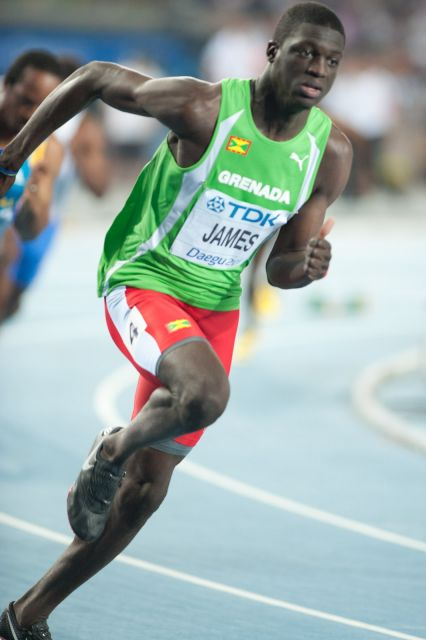
Kirani James durante i Mondiali di

| Anno | Manifestazione           | Sede           | Evento      | Risultato | Prestazione | Note                                                  |
| ---- | ------------------------ | -------------- | ----------- | --------- | ----------- | ----------------------------------------------------- |
| 2007 | CARIFTA Games (U17)      | Providenciales | 400 m piani | Oro       | 47"86       |                                                       |
| 2007 | Mondiali U18             | Ostrava        | 400 m piani | Argento   | 46"96       | Miglior prestazione personale                         |
| 2008 | Mondiali U20             | Bydgoszcz      | 400 m piani | Argento   | 45"70       | Miglior prestazione nazionale under 20                |
| 2008 | Commonwealth Youth Games | Pune           | 400 m piani | Oro       | 46"66       | Record dei Giochi                                     |
| 2009 | CARIFTA Games (U20)      | Vieux Fort     | 400 m piani | Oro       | 45"45       | Record dei campionati                                 |
| 2009 | Mondiali U18             | Bressanone     | 400 m piani | Oro       | 45"24       | Record dei campionati · Miglior prestazione personale |
| 2009 | Mondiali U18             | Bressanone     | 200 m piani | Oro       | 21"05       | Miglior prestazione personale                         |
| 2009 | Panamericani U20         | Port of Spain  | 400 m piani | Oro       | 45"43       |                                                       |
| 2010 | CARIFTA Games (U20)      | George Town    | 400 m piani | Oro       | 45"02       | Record dei campionati                                 |
| 2010 | CARIFTA Games (U20)      | George Town    | 200 m piani | Oro       | 20"76       |                                                       |
| 2010 | Mondiali U20             | Moncton        | 400 m piani | Oro       | 45"89       |                                                       |
| 2011 | Campionati CAC           | Mayagüez       | 4×400 m     | 5º        | 3'04"27     |                                                       |
| 2011 | Panamericani U20         | Miramar        | 200 m piani | Oro       | 20"53w      | [ 1 ]                                                 |
| 2011 | Mondiali                 | Taegu          | 400 m piani | Oro       | 44"60       | Miglior prestazione personale                         |
| 2012 | Mondiali indoor          | Istanbul       | 400 m piani | 6º        | 46"21       |                                                       |
| 2012 | Giochi olimpici          | Londra         | 400 m piani | Oro       | 43"94       | Record nazionale                                      |
| 2013 | Mondiali                 | Mosca          | 400 m piani | 7º        | 44"99       |                                                       |
| 2014 | Giochi del Commonwealth  | Glasgow        | 400 m piani | Oro       | 44"24       | Record dei Giochi                                     |
| 2015 | Mondiali                 | Pechino        | 400 m piani | Bronzo    | 43"78       | Miglior prestazione personale stagionale              |
| 2016 | Giochi olimpici          | Rio de Janeiro | 400 m piani | Argento   | 43"76       | Miglior prestazione personale stagionale              |
| 2019 | Mondiali                 | Doha           | 400 m piani | 5º        | 44"54       | [ 2 ]                                                 |
| 2021 | Giochi olimpici          | Tokyo          | 400 m piani | Bronzo    | 44"19       | [ 3 ]                                                 |
| 2022 | Mondiali                 | Eugene         | 400 m piani | Argento   | 44"48       |                                                       |
| 2023 | Mondiali                 | Budapest       | 400 m piani | Finale    | dq          | [ 4 ]                                                 |
| 2024 | Giochi olimpici          | Parigi         | 400 m piani | 5º        | 43"87       | [ 5 ]                                                 |

## Altre competizioni internazionali
2011
- Vincitore della Diamond League nella specialità dei 400 m piani (12 punti)

2015
- Vincitore della Diamond League nella specialità dei 400 m piani (14 punti)

2022
- Vincitore della Diamond League nella specialità dei 400 m piani

2023
- Vincitore della Diamond League nella specialità dei 400 m piani

## Riconoscimenti
- Atleta mondiale emergente dell'anno (2011)